# Elvira Birgitta Holm
Elvira Birgitta Holm, egentligen Karin Birgitta Elvira Holm, född 29 september 1945 i byn Spraxkya i Stora Tuna församling, är en svensk journalist och författare. Holm har bland annat skrivit Förbjudet (1974) och Tillåtet (1975) tillsammans med Hans-Eric Hellberg. 
Holms böcker handlar om "vänskap, sorg, kärlek, sex, homosexualitet, fantasy, medeltiden och digerdöden" som hon själv uttrycker det på sin webbplats. Elvira Birgitta Holm var tidig med att skriva om homosexuell kärlek i ungdomsböcker.

## Priser
År 2009 blev Elvira Birgitta Holms bok Månskensvargen Augustprisnominerad och 1987 fick Draksommar delat förstapris i Bonniers juniorförlags jubileumstävling.
År 2018 tilldelades Holm Säters kommuns kulturpris.